# Ignacy Radziejowski (powstaniec listopadowy)

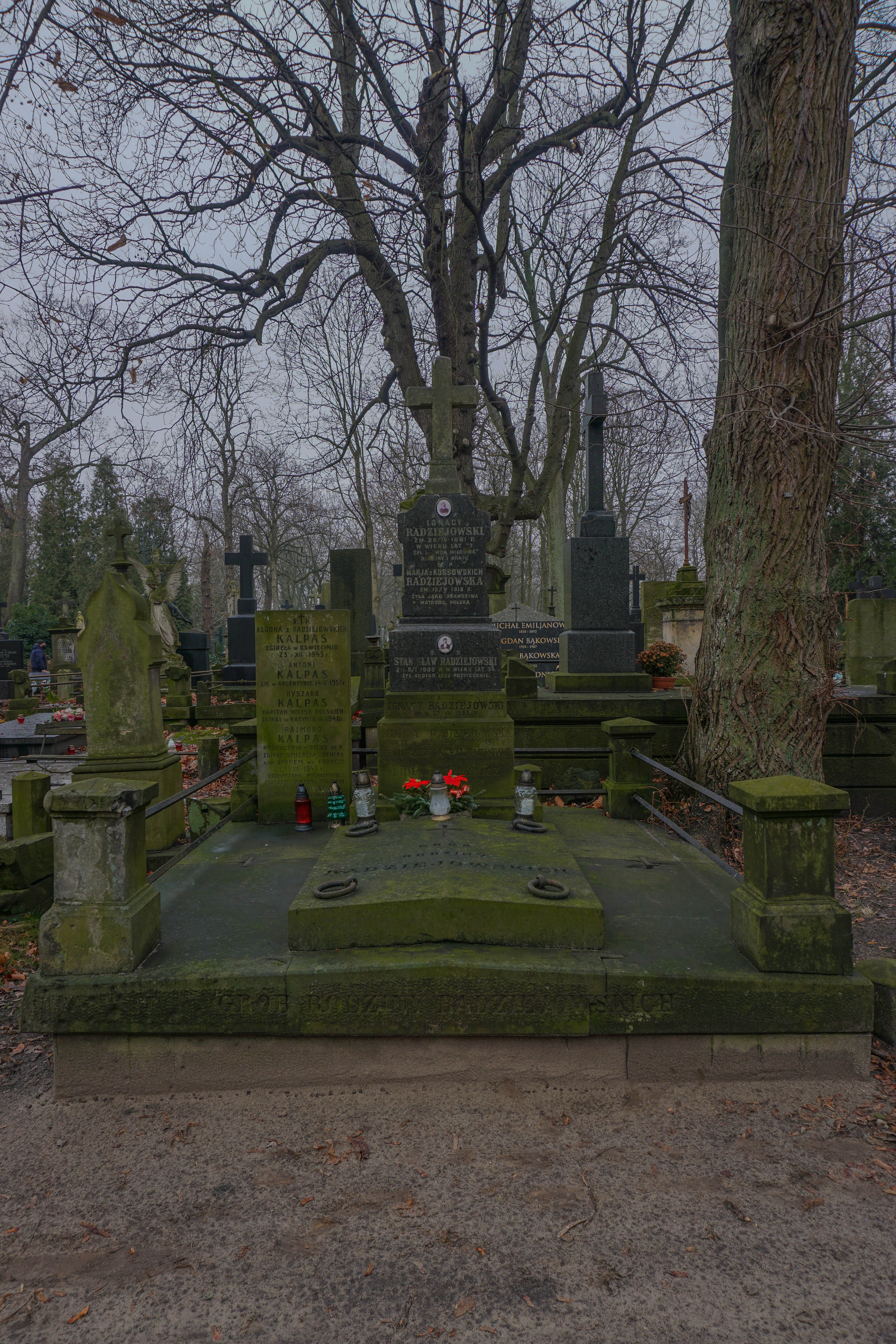
Grób Ignacego Radziejowskiego i (symboliczny) Ryszarda Kalpasa na cmentarzu Powązkowskim

Ignacy Błażej Sylwester Radziejowski herbu Junosza (ur. 1 lutego 1815 w Kobylnicy, zm. 28 kwietnia 1891 w Warszawie) – uczestnik powstania listopadowego.

## Życiorys
Prawnuk Karola, kasztelana rypińskiego w 1750, wnuk Antoniego.
Ojciec Ignacego, Franciszek, gospodarował w 3-wioskowym folwarku Kobylnica koło Maciejowic. W roku 1820 po jego śmierci wdowa (Barbara z d. Miecznikowska) z sześciorgiem dzieci przeniosła się do Warszawy. Z powodu trudnej sytuacji materialnej dziesięcioletni Ignacy kontynuował naukę w Lublinie „na koszt funduszów Gompersa”. Będąc w 5 klasie gimnazjalnej piętnastoletni Ignacy na wieść o wybuchu powstania w grudniu 1830 wyruszył piechotą do Warszawy, by wstąpić do Wojska Polskiego. Dzięki powołaniu się na starszego brata Michała służącego w 5. pułku, w styczniu 1831 został przyjęty w szeregi 4. pułku strzelców pieszych. Za postawę w bitwie pod Kuflewem (25 kwietnia 1831) wyróżniony przez dowódcę dywizji. Jak pisze w pamiętniku: „obiecano przy tym przedstawić mnie do krzyża. Krzyża nie otrzymałem, bo też nie takie czyny powinny być nagradzane Orderem Virtuti Militari. Ranny lekko w nogę w bitwie pod Rajgrodem (29 maja 1831) pozostał w pułku.
Po upadku powstania internowany na Półwyspie Sambijskim koło Królewca. Po amnestii na początku 1832 wrócił do Warszawy.
W 1833 w Münchengrätz Rosja i Austria podpisały układ, na mocy którego zobowiązały się wspólnie zwalczać ruchy rewolucyjne. W prasie ukazywały się ogłoszenia władz austriackich oferujące uchodźcom politycznym z zaboru rosyjskiego możliwość przedostania się na koszt władz do Francji lub Ameryki. Ignacy zawierzył tej ofercie, nielegalnie przekroczył granicę i w maju 1837 roku stawił się w starostwie w Rzeszowie. Został jednak aresztowany i po 10-miesięcznym więzieniu przekazany władzom rosyjskim.
Osadzony w Cytadeli Warszawskiej po 6-miesięcznym śledztwie skazany na przymusową służbę wojskową na Kaukazie. Pieszy konwój w kajdanach do Stawropola trwał 6 miesięcy.
Do listopada 1841 służył w 7. batalionie kaukaskim, po czym został przeniesiony do służby w garnizonie wyborskim w Finlandii.
W 1845 awansował na podoficera, a po udokumentowania szlachectwa w marcu 1853 uzyskał stopień oficerski. W czerwcu 1853 przeniesiony, zgodnie ze swoim życzeniem, do ochockiego pułku piechoty. W listopadzie 1853 w bitwie pod Oltenitą ciężko ranny w nogę.
Zwolniony z powodu inwalidztwa z armii rosyjskiej w 1857 osiadł w Płocku pracując na państwowej posadzie i w tym samym roku  zawarł związek małżeński z Marią Magdaleną Kossowską (herbu Dołęga). Ze względu na niepełnosprawność nie wziął udziału w powstaniu styczniowym z bronią w ręku, ale za działalność na rzecz powstania groziło mu wywiezienie na Syberię. Ostatecznie karnie przeniesiony do Warszawy znalazł zatrudnienie w charakterze kontrolera w fabryce tytoniu Zajdla.
Zmarł w Warszawie w 1891 pozostawiając żonę i sześcioro dzieci: Antoniego, Marię, Ignacego, Stanisława, Zofię i Aleksandra. Troje dzieci – Michał, Edward i Wiktoria – zmarło w dzieciństwie.
Pochowany jest na Powązkach w grobie rodzinnym (kwatera 39-6-28/29).

## Ciekawostki
Narzeczonym Eleonory, siostry Ignacego Radziejowskiego, był Jan Ludwik Żukowski – członek  Sprzysiężenia Wysockiego i Towarzystwa Patriotycznego, aktywny uczestnik Nocy Listopadowej. Nie ma dowodów na wpływ Żukowskiego na poglądy polityczne młodego Ignacego, choć miał on wiedzę o rewolucyjnej działalności niedoszłego szwagra. W swym pamiętniku Ignacy Radziejowski pisał: „Biedna matka trwożyła się o mnie, prosiła na wszystko, żebym powrócił do szkół, a przy pomocy Żukowskiego i Józefa Ostrowskiego, ludzi poczciwych, światłych i w rewolucji bardzo czynnych, wymogła na mnie, że po świętach Bożego Narodzenia miałem powrócić do Lublina”.